# Daniela Casa
Daniela Casa, nota anche con lo pseudonimo di Elageron (Roma, 6 febbraio 1944 – Roma, 28 luglio 1986), è stata una cantante e compositrice italiana.

## Biografia
Figlia di un costruttore di motoscafi, Daniela Casa si diploma al Liceo artistico. Nel periodo scolastico studia canto e chitarra con il maestro Claudio De Angelis.
Viene scoperta nel 1963 e messa sotto contratto dalla Fonit, etichetta che la fa partecipare nello stesso anno a Gran Premio, programma abbinato alla Lotteria di Capodanno, nella squadra del Lazio, in cui presenta una sua versione di Senza fine, la celebre canzone di Gino Paoli.
L'anno successivo partecipa a Un disco per l'estate 1964 con Beati voi, canzone scritta da Marco Luberti per il testo e da Luberti con Enrico Simonetti per la musica. La canzone non arriva però in finale. Nel 1965 approda al Piper Club di Roma dove forma il duo Dany & Gepy con Giampiero Scalamogna, specializzandosi nella riproposizione di cover di cantanti soul e rhythm & blues.
Negli anni successivi si dedica alla composizione, pur continuando a incidere, e ottiene successo con Regolarmente, incisa da Mina, e Dimmi cosa aspetti ancora, che Dominga porta a Un disco per l'estate 1970.
Nel 1971 incide Uomo, canzone che diventa la sigla del programma televisivo Storie di donne. Negli anni settanta incide anche alcuni album di musica strumentale, sperimentale, elettronica ed easy listening.

### Vita privata
Nel 1971 si sposa con il musicista Remigio Ducros del gruppo Gli Idoli. Nel 1972 nasce la figlia Valentina Ducros, che segue le orme artistiche dei genitori, diventando paroliera e cantante, partecipando allo Zecchino d'Oro 2007 con la canzone L'aeroplano, ed oggi tra le più attive vocalist  per i cantautori italiani.

## Discografia parziale

### Album in studio
- 1971 - Lo sport (con Gian Piero Ricci e Remigio Ducros)
- 1972 - Idee 1 (con Massimo Catalano e Remigio Ducros)
- 1973 - I sentieri del mondo. Dall'Alaska alla Terra del Fuoco (con Costantino Albini)
- 1974 - Acqua passata (con Remigio Ducros)[1]
- 1974 - I sentieri del mondo. Il mondo indiano (con Costantino Albini)
- 1974 - I sentieri del mondo. Il mondo arabo (con Costantino Albini)
- 1975 - Ricordi d'infanzia
- 1975 - America giovane N. 2[2]
- 1975 - Arte moderna
- 1976 - Società malata
- 1980 - La chitarra nel mondo (con Gian Piero Ricci)
- 1981 - Vernissage 2[3]
- 1986 - Confidential (come Elageron)
- Breeze (come Elageron, con Mirneg)
- Italia minima (con Luigia Sordini)
- Vernissage 1 (Musica contemporanea per l'arte moderna)

### Raccolte
- 2014 - Sovrapposizione di immagini

### Singoli
- 1963 - Senza fine/Se io potessi
- 1964 - Beati voi/L'amore estivo
- 1971 - Uomo/Poesia

## Canzoni scritte da Daniela Casa (parziale)
| Anno | Titolo                    | Autori del testo                      | Autori della musica                             | Interpreti      |
| ---- | ------------------------- | ------------------------------------- | ----------------------------------------------- | --------------- |
| 1968 | Pensandoci su             | Gianfranco Baldazzi                   | Daniela Casa                                    | Viola Valentino |
| 1968 | Lei, lei, lei             | Gianfranco Baldazzi                   | Daniela Casa                                    | Gianni Morandi  |
| 1968 | Regolarmente              | Gianfranco Baldazzi                   | Daniela Casa e Augusto Martelli                 | Mina            |
| 1969 | Ci vuole coraggio         | Sergio Bardotti                       | Daniela Casa                                    | Peggy March     |
| 1970 | Dimmi cosa aspetti ancora | Gianfranco Baldazzi e Sergio Bardotti | Daniela Casa                                    | Dominga         |
| 1970 | Ciao bambina              | Sergio Bardotti                       | Daniela Casa                                    | Pascal          |
| 1971 | Quel giorno               | Paola Pallottino                      | Daniela Casa, Remigio Ducros e Massimo Catalano | Equipe 84       |